# دردار أميركي
دردار أميركي (الاسم العلمي: Ulmus americana) هو نوع نباتي يتبع جنس الدردار من فصيلة الدردارية.